# Dexerials Corporation
Dexerials Corporation, nota fino al 2012 come Sony Chemicals, è un'azienda giapponese che si occupa di produzione e vendita di componenti elettronici, materiali ottici e di incollaggio.

## Storia
Dexerials Corporation è nata nel 2012 dallo scorporamento di Sony Chemicals, fondata nel 1962 da Sony. 
Oltre a ereditare tutte le precedenti proprietà intellettuali di Sony Chemicals, dopo il 2012 ha sviluppato vari prodotti, tra cui resine ottiche, materiali medicali, composti per il trattamento idrico, film protettivi, componentistica per impianti solari e fogli antirumore a conduzione termica per i chip.
Il 29 luglio 2015 viene quotata in borsa, nel segmento principale del Tokyo Stock Exchange, a seguito del completamento dell'IPO avvenuto il giorno precedente.

## Azionariato
Al 2020, l'azionariato della società è così composto:
- Sekisui Chemical Co., Ltd. (7,87%)
- Effissimo Capital Management Pte Ltd. (5,74%)
- Dai Nippon Printing Co., Ltd. (4,88%)
- Dexerials Employee Incentive Plan (4,73%)
- Sumitomo Mitsui Trust Asset Management Co., Ltd. (4,10%)
- Altri

## Società controllate
La società a sua volta controlla varie filiali in tutto il mondo
- Dexerials America Corporation
- Dexerials Europe B.V.
- Dexerials (Suzhou) Co., Ltd.
- Dexerials (Shanghai) Corporation
- Dexerials Hong Kong Limited
- Dexerials Taiwan Corporation
- Dexerials Korea Corporation
- Dexerials Singapore Pte. Ltd.